# Platinum Equity
Platinum Equity, LLC es una firma estadounidense de capital inversión fundada por Tom Gores en 1995. La compañía se enfoca en inversiones de compra apalancada de empresas establecidas en los Estados Unidos, Europa y Asia. Tiene su sede en Beverly Hills (California)

## Historia
La primera adquisición de la firma fue LSI, una compañía que generaba gráficos por computadora para recrear accidentes para testimonios en juicios. Después de pagar 200 000 $ por la empresa, Platinum se centró en atender a los clientes existentes y devolver la rentabilidad a la misma.
Durante los siguientes cinco años, entre julio de 1996 y septiembre de 2001, la empresa realizó 32 adquisiciones por valor de 226 millones, obteniendo 940 millones en esas operaciones. Estas adquisiciones incluyeron un centro de llamadas (Foresight Software), un equipo de redes (Racal Electronics) y un servicio de voz y datos (Williams Communications). BusinessWeek clasificó a la empresa en el número 10 en su lista de 1999 de las 20 principales organizaciones privadas de tecnología de la información del país, según los ingresos de 1998.
El primer fondo de la empresa, Platinum Equity Capital Partners, se recaudó en 2004 y tenía una tasa interna de rendimiento neta del 62,5% al 30 de junio de 2009. El segundo fondo, Platinum Equity Capital Partners II, cerró en septiembre de 2008, a pesar de la incertidumbre en los mercados financieros. La empresa inicialmente buscó un fondo de compra apalancada de 1500 millones $ y casi lo duplicó al recaudar 2750 millones.
En 2009, durante la crisis financiera, Platinum Equity adquirió 14 empresas en los primeros 11 meses de 2009, ocho de ellas adquisiciones totales.
En 2011, Platinum Equity se convirtió en un patrocinador importante del equipo de baloncesto de la NBA Detroit Pistons, convirtiéndose Gores en su nuevo propietario. Inicialmente, su nombre apareció en la cancha de los Pistons en su entonces estadio local, The Palace of Auburn Hills, pero cuando se mudaron al nuevo Little Caesars Arena en el centro de Detroit, el nombre de la firma también se aplicó a la cancha local de ese estadio.
En 2017, Platinum Equity completó la adquisición del negocio de Staples en Australia y Nueva Zelanda, y lo relanzó como Winc.

## Propiedades
En el portfolio de Platinum se encuentran empresas de diversos sectores como Americatel, Ingram Micro, Petmate, Urbaser, McGraw Hill, Arrow International, Biscuit International, Truck Pro, Iberconsa, Valpak o Data2Logistics.